# تيلسفوروس
تيلسفوروس هو بابا الكنيسة الكاثوليكية وقديس وفق المعتقدات المسيحية، كان ثامن الباباوات حسب قائمة بابوات الكنيسة الكاثوليكية من 126 أو 127 وحتى 137 أو 138، خلال عهد الإمبراطور هادريان والإمبراطور أنطونيوس بيوس، وهو يوناني العرق.
يعتقد أنه كان راهبًا سائحًا بين المدن والقرى مبشرًا بالديانة المسيحية قبل أن يتولى منصبه، وفقًا لشهادة المؤرخ إيريناوس من القرن الثالث في مؤلفه «ضد الهرطقات» فإن البابا كان شهيدًا، وما قد يؤثر على صحة ذلك هو نسب فعل الشهادة وفق المعتقدات المسيحية - أي الموت في سبيل الإيمان - لجميع باباوات القرن الأول والثاني. وأما المؤرخ القديم أيضصا يوسابيوس فقد جاء على ذكر البابا، ووضع بداية بابويته في السنة الثانية عشر من عهد الإمبراطور هادريان، ويعطي تاريخ وفاته بأنها السنة الأولى من حكم أنطونيوس بيوس.
من إنجازات حبريته، التي نسبها إليه التقليد، ترسيخ تقليد الاحتفال بعيد الميلاد في منتصف الليل، والاحتفال بعيد الفصح في يوم الأحد، وتحديد الصوم الكبير لمدة سبعة أسابيع قبل عيد الفصح، وعادة ما تنسب ترنيمة غلوريا في الطقس الروماني الكاثوليكي إلى بداية حبريته، ولكن بعض المؤرخين شكك في ذلك.
يعتبر قديس في الكنيسة الكاثوليكية التي تقيم ذكراه في 2 يناير وفي الكنيسة الأرثوذكسية الشرقية التي تقيم ذكراه في 22 فبراير، يبجل ذكراه بنوع الخاص رهبان جبل الكرمل، ويصور في الأيقونات وفي الخلفية الجبل، حيث تشير التقاليد إلى أنه كان ناسكًا في الجبل الواقع ضمن فلسطين قرب عكا، كما توجد مدينة على اسمه في الجزء الجنوبي الغربي من مقاطعة كيبك في كندا.